# Thierry Verhulst
Thierry Verhulst is een Belgisch voormalig hockeyer.

## Levensloop
Verhulst begon met hockey bij La Rasante, waar hij debuteerde in het eerste team.
Daarnaast maakte hij deel uit van de Belgisch zaalhockeyploeg die zilver behaalde op het Europees kampioenschap van 1976 in het Nederlandse Arnhem.
Na zijn spelerscarrière werd hij voorzitter van ASBL Relais.
Zijn broer Stephan was eveneens actief in het hockey.